# Louise Kenny
Pour les articles homonymes, voir Kenny.
Louise Clare Kenny (née en 1970) est une médecin britannique qui est professeure et pro-vice-chancelière exécutive à l'université de Liverpool. Elle est nommée commandeur de l'ordre de l'Empire britannique lors des honneurs du Nouvel An 2022.

## Jeunesse et éducation
Kenny est née et grandit à Liverpool . Ses grands-parents sont des immigrants irlandais qui s'installent à Liverpool pendant la Grande Dépression . Sa mère est née lors du Liverpool Blitz, une attaque qui a tué la grand-tante de Kenny et ses enfants . Kenny déclare qu'elle a toujours voulu devenir médecin . Adolescente, elle travaille dans un café du marché de Great Homer Street . Elle étudie la médecine à l'Université de Liverpool, où elle a d'abord l'intention de devenir cardiologue . Elle change d'avis au moment où elle voit un bébé naître . Après une formation de senior house officer, elle commence un programme de recherche doctorale à l'université de Nottingham financé par le Conseil de la recherche médicale et WellBeing for Women.

## Carrière
En 2006, Kenny est nommée obstétricienne et gynécologue consultant à l'hôpital universitaire de Cork. Elle se spécialise dans les maladies hypertensives de la grossesse.
En 2013, Kenny fonde la Science Foundation Ireland Irish Centre for Fetal and Neonatal Translational Research (INFANT), qui est basée à l'University College Cork . Le centre se concentre sur l'amélioration des résultats de santé pour les mères et les bébés du monde entier. INFANT est impliqué dans diverses études sur les problèmes qui affectent les femmes enceintes, notamment la pré-éclampsie, la naissance prématurée et la restriction de croissance intra-utérine. Chez INFANT, Kenny se concentre sur l'identification de biomarqueurs pouvant indiquer que les femmes sont à risque de pré-éclampsie . Kenny participe à l'annulation de l'interdiction irlandaise de l'avortement ,,,,.
En 2017, Kenny part à l'université de Liverpool, où elle est nommée pro vice-chancelière. Géraldine Boylan est nommée directrice de l'INFANT à son départ. À Liverpool, Kenny fait partie d'un programme de recherche qui vise à améliorer la santé des enfants qui grandissent à Liverpool City .

## Prix et distinctions
- 2015 Science Foundation Ireland Chercheur de l'année [4]
- Femme de l'année du magazine Tatler 2015 [10]
- Héros scientifique irlandais garanti 2017 [11]

Elle est nommée commandeur de l'ordre de l'Empire britannique (CBE) dans les honneurs du Nouvel An 2022 pour ses services à la recherche dans le NHS ,.

## Publications
- (en) Mark A Brown, Laura A Magee, Louise C Kenny, S Ananth Karumanchi, Fergus Mccarthy, Shigeru Saito, David R Hall, Charlotte E Warren, Gloria Adoyi, Salisu Ishaku et International Society for the Study of Hypertension in Pregnancy (ISSHP), « Hypertensive Disorders of Pregnancy: ISSHP Classification, Diagnosis, and Management Recommendations for International Practice », Hypertension, Lippincott Williams & Wilkins (d), vol. 72, no 1,‎ 1er juillet 2018, p. 24-43 (ISSN 0194-911X et 1524-4563, OCLC 4798824, PMID 29899139, DOI 10.1161/HYPERTENSIONAHA.117.10803).
- (en) Ali S Khashan, Kathryn Abel, Roseanne McNamee, Marianne G Pedersen, Roger T. Webb, Philip Newton Baker, Louise Kenny et Preben Bo Mortensen, « Higher risk of offspring schizophrenia following antenatal maternal exposure to severe adverse life events », JAMA Psychiatry, American Medical Association, vol. 65, no 2,‎ 1er février 2008, p. 146-152 (ISSN 2168-622X et 2168-6238, PMID 18250252, DOI 10.1001/ARCHGENPSYCHIATRY.2007.20).
- (en) Louise Kenny, David I Broadhurst, Warwick Dunn, Marie Brown, Robyn A North, Lesley McCowan, Claire Roberts, Garth Cooper, Douglas Kell, Philip N Baker et Screening for Pregnancy Endpoints Consortium, « Robust early pregnancy prediction of later preeclampsia using metabolomic biomarkers », Hypertension, Lippincott Williams & Wilkins (d), vol. 56, no 4,‎ 1er octobre 2010, p. 741-749 (ISSN 0194-911X et 1524-4563, OCLC 4798824, PMID 20837882, DOI 10.1161/HYPERTENSIONAHA.110.157297).